# I-54 (sous-marin, 1943)
Pour les articles homonymes, voir I-54 (sous-marin).
Le I-54 (イ-54) est un sous-marin japonais de type B Mod.2 (乙型改二（伊五十四型), Otsu-gata Kai-2) ayant servi durant la Seconde Guerre mondiale dans la Marine impériale japonaise.
Il a participé à la campagne des Mariannes et à la campagne des Philippines avant d'être coulé en octobre 1944.

## Construction
Construit par l'Arsenal naval de Yokosuka au Japon, le I-54 a été mis sur cale le 1er juillet 1942 sous le nom de Sous-marin No. 627. Il a été lancé le 4 mai 1943 et est renommé I-54 et provisoirement rattaché au district naval de Kure. Il a été achevé et mis en service le 31 mars 1944 et assigné dans le 11e escadron de sous-marins, le Kaigun Shōsa  (capitaine) Ohashi Katsuo prenant son commandement.

## Description
Le I-54, pesant près de 2 174 tonnes en surface, était capable de plonger à 100 m, puis de se déplacer à une vitesse maximale de 6,5 nœuds, avec une autonomie de 105 milles nautiques à une vitesse réduite de 3 nœuds. En surface, sa portée était de 21 000 milles nautiques, développant une vitesse maximale de 17,7 nœuds. Il transportait un hydravion de reconnaissance biplace Yokosuka E14Y (connu des Alliés sous le nom de Glen), stocké dans un hangar hydrodynamique à la base de la tour de navigation (kiosque).

Son armement principal était constitué de 6 tubes lance-torpilles avant de 533 avec un total de 19 torpilles Type 95 à bord. Pour les combats de surface, il était équipé d'un canon de pont de 14 cm/40 Type 11, ainsi que de 2 canons de 25 mm Type 96.

## Histoire de service
Lors de sa mise en service, le I-54 est officiellement rattaché au district naval de Kure et est affecté au 11e escadron de sous-marins de la 6e Flotte.

### Campagne des Mariannes
Le commandant en chef de la Flotte combinée, l'amiral Soemu Toyoda, a activé l'opération A-Go pour la défense des îles Mariannes le 13 juin 1944. La campagne des Mariannes a commencé avec le débarquement des États-Unis sur Saipan le 15 juin 1944.
Le I-54 a quitté Yokosuka le 7 juillet 1944, à destination de Saipan en remorquant un porte-canon Unpoto, un traîneau de 70 pieds (21,3 m) pouvant transporter jusqu'à 15 tonnes de cargaison, généralement sous la forme de trois obusiers Type 96 de 15 centimètres (5,9 pouces) et de munitions pour eux. La Fleet Radio Unit Melbourne (FRUMEL), une unité alliée de renseignement sur les transmissions dont le siège est à Melbourne, en Australie, a intercepté et décrypté ce jour-là un message japonais indiquant que le I-54 devait arriver à Tinian le 14 juillet 1944 pour évacuer le personnel du Service aérien de la Marine impériale japonaise (大日本帝國海軍航空本部, Dai-Nippon teikoku kaigun kōkū honbu). Le 9 juillet 1944, Saipan tomba aux mains des forces américaines et le I-54 fut envoyé ce jour-là à Tinian, non loin de là, où il perdit son traîneau Unpoto dans une mer agitée. Le 10 juillet 1944, il fut réaffecté à la 15e division de sous-marins de la 6e Flotte. Le 15 juillet, FRUMEL intercepta et décrypta un autre message japonais indiquant que le I-54 devait arriver à Tinian le 18 juillet. Il retourna à Yokosuka le 24 juillet 1944.

### Campagne aux Philippines
Toyoda a activé l'opération Shō-Gō 1 pour la défense des îles Philippines le 13 octobre 1944. Ce jour-là, le I-54 a été affecté avec les sous-marins I-26, I-45, I-53 et I-56 au groupe de sous-marins A sous le commandement direct de la 6e Flotte. Il a quitté Kure le 15 octobre 1944 avec l'ordre d'attaquer les porte-avions de l'US Navy de la Task Force 38 et le croiseur léger paralysé USS Houston.
Le 18 octobre 1944, le I-54 a reçu l'ordre de la 6e Flotte de se joindre à 12 autres sous-marins pour patrouiller à l'est de Leyte aux Philippines. Le I-54 s'est vu attribuer une zone de patrouille de 120 milles nautiques (220 km) à l'est des Philippines entre les zones assignées aux sous-marins I-38 et I-46, et il devait arriver dans sa zone de patrouille le 25 octobre 1944.
La bataille de Leyte a commencé avec le débarquement américain sur Leyte le 20 octobre 1944, et ce jour-là, la I-54 a reconnu un ordre de changement de sa zone de patrouille. Il a transmis un autre message le 23 octobre 1944, le premier jour de la bataille du golfe de Leyte du 23 au 26 octobre 1944. Les Japonais n'ont plus jamais eu de nouvelles de lui.

### Perte
Les circonstances de la perte du I-54 restent inconnues. Le 28 octobre 1944 à 12h18, les destroyers USS Gridley (DD-380) et USS Helm (DD-388) ont détecté un sous-marin tentant de pénétrer l'écran de protection du Task Group 38.4 (groupe opérationnel 38.4) de la marine américaine - qui comprenait les porte-avions  USS Enterprise (CV-6), USS Franklin (CV-13), USS Belleau Wood (CVL-24), et USS San Jacinto (CVL-30)  - à l'est de Leyte,.  Alors que les porte-avions s'éloignaient à grande vitesse du contact avec le sous-marin, le Gridley a effectué trois attaques par grenades sous-marines contre le sous-marin et le Helm en a effectué quatre. Après la quatrième attaque, qui a eu lieu à 14h11, une grande explosion suivie de deux plus petites s'est produite,. Des bulles d'air et d'huile sont apparues à la surface, et les planches de pont endommagées ainsi que des restes humains ont été récupérés après l'attaque. Le sous-marin a coulé à la position géographique de 10° 58′ N, 127° 13′ E,.
Le 30 octobre et le 1er novembre 1944, les I-26, I-46 et I-54 n'ont pas fait les rapports de situation quotidiens prévus à 19 h. Le 20 novembre 1944, la marine impériale japonaise a déclaré que le I-54 était présumé perdu à l'est des Philippines avec la perte des 107 hommes à bord. Le 10 mars 1945, il a été rayé de la liste de la marine.
L'identité du sous-marin que le Gridley et le Helm a coulé reste un mystère, et a été signalé à la fois comme I-46 et I-54,. Certaines sources ont crédité que le destroyer d'escorte USS Richard M. Rowell (DE-403) a coulé le I-54 dans la mer des Philippines le 26 octobre 1944 alors qu'il filtrait le Task Group 77.4 (groupe opérationnel 77.4), bien que le sous-marin attaqué par le Richard M. Rowell était probablement le I-56, qui a survécu.